# 迈克尔·莫里森
邁克爾·布萊恩·莫里森（英語：Michael Brian Morrison，1988年3月3日—）是一名英格蘭足球運動員，主要擔任後衛，亦可以擔任右後衛。現效力於英甲球隊剑桥联。

## 職業生涯

### 剑桥联
莫里森在剑桥联青年學院展開足球生涯，15歲時便入選預備隊名單，成為球隊史上最年輕的預備隊球員。2005年10月對哈利法克斯的賽事，年僅17歲的莫里森在首次替一隊上場，並2006年至2008年間連續三年當選為最佳年輕球員。

### 莱斯特城
2008年7月2日，邁克爾·莫里森轉投莱斯特城並簽約兩年，轉會費沒透露。莫里森認為是次轉會對剑桥联十分有利，因為他可能約滿自由轉會使剑桥联人財兩失。由於主教練尼格尔·皮尔逊在球員時代司職後衛，因此莫里森視他為導師。莫里森在8月9日對米尔顿凯恩斯的賽事首次上場，以2-0取勝，並在2009年1月24日對哈德斯菲尔德賽事打進在新球會的首顆入球。2008年11月，由於帕特里克·基斯諾伯受傷，使莫里森重返先發陣容。莫里森助球會贏得英甲冠軍，取得來季征戰英冠的資格，他並在主場最後一場賽事打進兩球，以2-2戰平斯坎索普联。
2009/10球季，莫里森的球衣號碼由15號改為4號，並努力爭取入選先發陣容。2009年10月6日，他與球會續約兩年至2012年。2009年12月26日對谢菲尔德联賽事中打進新球季的首顆進球，助球隊以2-1取勝。由於隊友羅比·尼爾森表現不濟，莫里森在2010年1月改為出任右邊衛。

### 谢周三
2011年1月7日，莫里森與谢周三簽約三年半。

### 查尔顿竞技
2011年7月12日，莫里森加盟英甲球會查尔顿竞技，簽約三年.。他很快成為了球隊的主力球員，並當選為2011年11月英甲每月最佳球員。2012/13球季，莫里森成為了球隊副隊長和主力後衛，並助球隊以第9名完成英冠聯賽。2014年6月24日，他與球會簽下兩年新約至2016年。

### 伯明翰
2014年10月31日，莫里森外借至伯明翰城兩個月。翌日對狼隊的賽事便先發上場，最終0-0悶和。此後他保住先發位置，與隊長保羅·羅賓遜組成一對中後衛組合。同年12月，球會宣佈莫里森在1月永久加盟伯明翰城，簽約三年半，該轉會在2015年1月5日正式完成。

### 雷丁
2019年7月19日，莫里森与另一家英冠俱乐部雷丁签约两年。8月24日，他在联赛中以2比0战胜哈德斯菲尔德足球俱乐部的比賽中打进了他在俱乐部的首個进球。
2021年5月11日，莫里森与雷丁签订了一份为期一年的新合同。

## 國家隊生涯
莫里森在效力剑桥联期間，曾代表英格蘭C隊上場參與2007-09年國際挑戰盃及四國錦標賽，並在後在賽事贏得冠軍。

## 榮譽
莱斯特城
- 英格蘭足球甲級聯賽：2008/09

查尔顿竞技
- 英格蘭足球甲級聯賽： 2011/12

個人
- PFA年度英甲最佳陣容：2011/12

## 外部連結
- 足球数据库：Michael Morrison的球员统计数据